# Нерошно
Неро̀шно (на полски: Nierośno) е село в Североизточна Полша, Подляско войводство, Соколски окръг, община Домброва Бялостоцка.
Селището е разположено в близост до границата с Беларус. Отстои на 9 км южно от общинския център Домброва Бялостоцка, на 24,5 км северно от окръжния център Сокулка, на 70 км североизточно от войводската столица Бялисток и на 47 км западно от беларуския град Гродно.
В селото функционира шестокласно основно училище с предучилищна група. Отваря врати през 1924 година. В учебната 2014/15 година има 36 ученика и 4 деца в подготвителното отделение, обучавани от девет учители и един стажант-учител. Училището разполага с гимнастически салон, компютърна зала, игрище и детска площадка.
Според данни от полската Централна статистическа служба, през 2011 г. населението на селото възлиза на 294 души.
- Графика. Промени в броя на жителите в периода 1988 – 2011 г.[4]